# 소니 픽처스 모션 픽처 그룹
소니 픽처스 모션 픽처 그룹(영어: Sony Pictures Motion Picture Group)은 1998년에 소니가 '컬럼비아 픽처스 인더스트리즈'(영어: Columbia Pictures Industries)와 '트라이스타 픽처스'(영어: Tristar Pictures)를 합병시켜서 설립한 '컬럼비아 트라이스타 모션 픽처 그룹'(영어: Columbia TriStar Motion Picture Group)을 전신으로 하며, 소니 픽처스 엔터테인먼트의 영화 사업을 총괄하는 사업부이다. 주요 계열사로 컬럼비아 픽처스, 트라이스타 픽처스, 스크린 젬스, 소니 픽처스 클래식스 등이 있다.

## 영화 사업군
| - 콜럼비아 픽처스 - 트라이스타 픽처스 - 스크린 젬스 - 소니 픽처스 애니메이션 - 소니 픽처스 클래식스 - TriStar Productions - Sony Pictures Worldwide Acquisitions (Destination Films, Stage 6 Films and Affirm Films) - 소니 픽처스 이미지워크스 | - Sony Pictures Releasing - (Sony Pictures Releasing International) - Sony Pictures Home Entertainment | - Triumph Films |